# Alstroemeria fuscovinosa
Alstroemeria fuscovinosa este o specie de plante monocotiledonate din genul Alstroemeria, familia Alstroemeriaceae, descrisă de Pierfelice Ravenna. Conform Catalogue of Life specia Alstroemeria fuscovinosa nu are subspecii cunoscute.